# ダブルスポイラー 〜 東方文花帖
『ダブルスポイラー 〜 東方文花帖』（ダブルスポイラー とうほうぶんかちょう）とは、同人サークル上海アリス幻樂団によって製作された弾幕系シューティングゲームであり、東方Project第12.5弾に当たる作品である。2010年3月14日開催の同人イベント「第7回博麗神社例大祭」で販売され、後に同人ショップでの委託販売も行なわれている。
同第9.5弾『東方文花帖 〜 Shoot the Bullet.』のシステムを引き継いだ「敵と弾幕を写真に撮る」という弾幕撮影ゲームで、ゲームジャケットには「問答無用の弾幕撮影シューティング 第二弾！」と書かれている。
本項では、以降は『ダブルスポイラー』と称することとする。その他の本項で使用されている東方Project関連の略称については、東方Project#凡例を参照。

## システム
『ダブルスポイラー』は、被写体と被写体が放つ弾幕を写真撮影するゲームである。各シーン（ステージ）ごとに規定の枚数ノルマが設定されており、制限時間内にそのノルマの分だけ被写体を撮影することでクリアとなる。敵は弾幕を放ってくるので、それを避けながら被写体を撮影することになる。
シーンにはレベルが設定されており、一定条件を満たさないと高レベルのシーンに挑戦することはできない。レベルは1-12とEX、SPOILERの、計14レベルある。
システムは『文花帖（ゲーム）』とほぼ同じだが、本作で新たに実装されたものもある。
フォーカスフレーム
『文花帖（ゲーム）』ではフォーカスフレームは自機の前方にあり、撮影対象の位置関係によらず、画面に平行な向きに横長の長方形がある状態だった。
『ダブルスポイラー』では、カメラの向きを縦と横に切り替えるという設定の下、縦長と横長に切り替えられるようになった。また、自機と撮影対象の位置関係によってフォーカスフレームの向き（角度）が変わるようになった。すなわち、本作では撮影された写真の向きは画面に対して斜めになるのが普通である。
自機「姫海棠はたて」
当初は自機は「射命丸文」しか使用できないが、特定の条件を満たすことによって「姫海棠はたて」でプレイすることが可能となる。自機「姫海棠はたて」は「射命丸文」と比較して以下のような違いがある。
- フィルム装填速度が速い。
- 高速移動時でもフォーカスが常に撮影対象の方向を向く。
- フォーカスフレームの基本の向きが、「射命丸文」が横長なのに対し、「姫海棠はたて」は縦長。
- フォーカスフレームのサイズが16:9（文は4:3）。ただし長辺の長さは同じであり、撮影範囲が狭いことを意味する。
- ファインダーモードのカーソル移動速度が著しく低く、望遠撮影がほとんど出来ない。
- 「射命丸文」と比べ、ファインダーモードでの時間経過による撮影範囲の縮小が軽微。

## 登場人物

### 自機
射命丸文（しゃめいまる あや）
鴉天狗の少女。「文々。新聞」（ぶんぶんまるしんぶん）という新聞を発行している。新聞に使うネタを探しに、弾幕を撮影しに行った。
姫海棠はたて（ひめかいどう はたて）
「花果子念報」（かかしねんぽう）という名の新聞を発行している鴉天狗の少女。
自身の持つ「念写をする程度の能力｣で写真を撮り、その写真を元に記事を書くことが多かったが、念写写真は情報の鮮度が悪く新聞になるころには既に皆が知っていることばかりだったため、彼女の新聞はあまり人気が出なかった。また、家を出ることなく念写で写真が得られるため直接取材をすることも少なかった。そのため、同じ山に住む者の中でも、射命丸文に比べると顔が狭い。同業者の文からは「引き籠もり」と呼ばれている。
文とはお互い色々と言い合いにはなるが、技術向上のための修行をし合っているだけであり、仲が悪い訳ではない。
文の新聞が、いい加減な内容であるにもかかわらず不思議と魅力のあるものであることに興味を持ち、文の取材風景を観察し、その秘密を探ろうとした。その後、自らも直接取材に出かけている。

### 撮影対象
『風神録』から『星蓮船』までに新規に登場したほぼ全ての人物が登場している。自機である射命丸文と姫海棠はたては、撮影対象としても登場している。
- LEVEL 1 - 秋穣子、秋静葉
- LEVEL 2 - 水橋パルスィ、鍵山雛
- LEVEL 3 - 黒谷ヤマメ、多々良小傘、キスメ
- LEVEL 4 - 河城にとり、犬走椛
- LEVEL 5 - 雲居一輪、村紗水蜜
- LEVEL 6 - 星熊勇儀、伊吹萃香
- LEVEL 7 - 寅丸星、ナズーリン
- LEVEL 8 - お燐、霊烏路空
- LEVEL 9 - 古明地さとり、古明地こいし
- LEVEL 10 - 比那名居天子、永江衣玖
- LEVEL 11 - 八坂神奈子、洩矢諏訪子
- LEVEL 12 - 聖白蓮、封獣ぬえ
- LEVEL EX - 博麗霊夢、霧雨魔理沙、東風谷早苗
- LEVEL SPOILER - 姫海棠はたて、射命丸文

## 曲目リスト
1. ニュースハウンド
2. あなたの町の怪事件
3. 妖怪モダンコロニー
4. ネメシスの要塞
5. 無間の鐘 〜 Infinite Nightmare
6. 妖怪の山 〜 Mysterious Mountain